# Мердок, Росс
Росс Мердок (англ. Ross Murdoch; род. 14 января 1994, Balloch) — британский пловец, специализирующийся в плавании брассом. Чемпион мира 2015 года.

## Биография
Родился в городе Баллох, Шотландия, Великобритания. Впервые стал известен после удачного выступления на чемпионате Европы по водным видам спорта 2014 года в Берлине, где Мердок завоевал две серебряные медали на дистанциях 100 и 200 метров. На дистанции 100 метров в первом раунде Мердок, проплыв за 1 минуту 0,16 секунды, занял третье место и вышел в полуфинал. В полуфинале, проплыв за 59,33 секунды, занял второе место и попал в финал. В финале Мердок, проплыв за 59,43 секунды, завоевал серебряную медаль, уступив партнёру по команде Адаму Пити. На дистанции 200 метров в первом раунде, проплыв за 2 минуты 11,15 секунды, Мердок занял четвёртое место и вышел в полуфинал. В полуфинале, проплыв за 2 минуты 8,65 секунды, занял первое место и вышел в финал. В финале, проплыв за 2 минуты 7,77 секунды, занял второе место, уступив хозяину соревнований Марко Коху.
Участник чемпионата мира по водным видам спорта 2015 года, плыл в смешанной комбинированной эстафете 4×100 метров, где англичане заняли первое место, проплыв в финале за 3 минуты 41,71 секунды, сам Мердок в финале не плыл, а также на дистанции 100 метров, где завоевал бронзовую медаль. В первом раунде на дистанции 100 метров Мердок, проплыв за 59,48 секунды, занял пятое место и вышел в полуфинал. В полуфинале, проплыв за 59,75 секунды, отобрался в финал восьмым. Несмотря на это, в финале Мердок проплыл дистанции за 59,09 секунды и завоевал первую личную медаль на чемпионатах мира.